# Acide gallique
L’acide gallique (acide 3,4,5-trihydroxybenzoïque) est un composé organique aromatique, l'un des six isomères de l'acide trihydroxybenzoïque, largement répandu dans les plantes soit sous forme libre soit comme composant des gallotanins.
Il est classé dans les acides-phénols (ou acides phénoliques) puisqu'il comporte à la fois une fonction carboxylique et des hydroxyles phénoliques. Et comme il est  dérivé de l'acide benzoïque, on le classe aussi dans les acides hydroxybenzoïques.
On le trouve à l’état naturel dans des galles de chênes (ou noix de galle), de sumac, d’hamamélis, les feuilles de théier, l’écorce de chêne, la peau de grenade, entre autres plantes. Sa formule chimique est C6H2(OH)3COOH. Les sels et esters tirés de cet acide sont appelés gallates.
Fréquemment utilisé dans l’industrie pharmaceutique, il est un précurseur pour la synthèse de la mescaline.

## Histoire
Le chimiste suédois, Scheele, a été le premier à extraire « des sels essentiels de la noix de galle ». Il laissait les moisissures se développer sur une infusion de noix de galle dans un vase. Au bout de quelques mois, il en extrayait les cristaux qui s'y étaient déposés.
Le chimiste et directeur du Jardin Botanique de Nancy Henri Braconnot (1780-1855) améliora la technique d'extraction de Scheele en 1818, et montra que l'acide extrait n'était pas pur mais composé d'acide gallique et d'acide pyrogallique. C'est Braconnot qui dénomma cet acide.
Les propriétés chimiques de l'acide gallique furent étudiées par le chimiste Théophile-Jules Pelouze dans son Mémoire sur le tannin et les acides galliques, pyro-gallique, ellagique et méta-gallique (thèse 1836).

## Propriétés
L'acide gallique se présente sous la forme d'une poudre cristalline blanche ou jaune pâle, inodore, de saveur astringente et acide.
L'acide gallique est soluble dans le méthanol, l'éthanol, l'eau et l'acétate d'éthyle. La solubilité relative est dans l'ordre suivant : 

méthanol > éthanol > eau > acétate d'éthyle
Il est très peu soluble dans l'eau froide mais sa solubilité croît avec la température.
Avec le chlorure de fer(III), il produit du gallate de fer de couleur bleu-noir. Chauffé à 220 °C, il perd son groupement -COOH pour donner du pyrogallol.
L'acide gallique existe en faible quantité dans les noix de galle mais peut être tiré facilement des tanins. Il s'obtient par hydrolyse des gallotanins avec de l'acide sulfurique.
Ces gallotanins (ou tanins galliques) sont formés autour d'un sucre (glucose ou polyol) comportant plusieurs liaisons esters avec des acides galliques ou leurs dérivés.

## Distribution chez les végétaux
| Plantes alimentaires riches en acide gallique d'après Phenol Explorer |                                 |                 |
| Forme consommée                                                       | Nom scientifique de la plante   | Teneur          |
| Châtaigne crue                                                        | Castanea sativa                 | 479,78 mg/100 g |
| Clous de girofle                                                      | Syzygium aromaticum             | 458,19 mg/100 g |
| Endive verte, crue                                                    | Cichorium intybus var. foliosum | 25,84 mg/100 g  |
| Liqueur de noix                                                       | Juglans regia                   | 15,15 mg/100ml  |
| Endive rouge, crue                                                    | Cichorium intybus var. foliosum | 14,56 mg/100 g  |
| Sauge officinale séchée                                               | Salvia officinalis              | 5,25 mg/100 g   |
| Origan séché                                                          | Origanum vulgare                | 5,15 mg/100 g   |
| Mûre (de ronce)                                                       | Rubus                           | 4,67 mg/100 g   |
| Thé noir, infusion                                                    | Camellia sinensis               | 4,63 mg/100ml   |
| Vin rouge                                                             | Vitis vinifera                  | 3,59 mg/100ml   |
| Vinaigre                                                              | Vitis vinifera                  | 2,59 mg/100ml   |
| Datte                                                                 | Phoenix dactylifera             | 1,56 mg/100 g   |
| Vin rosé                                                              | Vitis vinifera                  | 1,04 mg/100ml   |
| Banane                                                                | Musa                            | 1,00 mg/100 g   |
| Soja, germes                                                          | Glycine max                     | 0,70 mg/100 g   |
| Chou-fleur, cru                                                       | Brassica oleracea var. botrytis | 0,69 mg/100 g   |
| Coing, confiture                                                      | Cydonia oblonga                 | 0,67 mg/100 g   |
| Thé oolong, infusion                                                  | Camellia sinensis               | 0,68 mg/100ml   |
| Pomme, pur jus                                                        | Malus pumila                    | 0,66 mg/100ml   |
| Thé vert, infusion                                                    | Camellia sinensis               | 0,49 mg/100ml   |
| Grenade, pur jus                                                      | Punica granatum                 | 0,45 mg/100ml   |
| Cognac                                                                | Vitis vinifera                  | 0,23 mg/100ml   |

## Activités biologiques
- Activités antioxydantes et pro-oxydantes

On sait que des agents antioxydants comme la vitamine E ou le bêta-carotène, peuvent dans certaines conditions rompre l'équilibre fragile de synergie des antioxydants et devenir des agents pro-oxydants. Il existe aussi des substances qui protègent les lipides de l'oxydation mais qui par ailleurs, peuvent augmenter les dommages occasionnés par les radicaux libres sur des non-lipides comme l'ADN ou les glucides. C'est le cas du gallate de propyle (antioxydant E310) ou du gossypol qui réduisent Fe3+ en Fe2+ et stimulent la dégradation des glucides et de l'ADN par les radicaux libres.
Il en est de même avec l'acide gallique qui, à une concentration de 1,65 mM, accélère l'oxydation du désoxyribose induite par des radicaux hydroxyles •OH (produits par Fe3+- H2O2). Au-delà de cette concentration, l'acide gallique se comporte en antioxydant capable de réduire les dommages du désoxyribose occasionnés par Fe3+- H2O2. 

On observe aussi l'aptitude de l'acide gallique à produire des radicaux hydroxyles en présence de cuivre Cu(II) mais en quantité bien moindre que ne le fait l'acide tannique. Inversement, l'activité antioxydante se manifeste par son aptitude à réduire la dégradation de l'ADN. La riboflavine photosensibilisée est apte à dégrader l'ADN mais si on lui rajoute de l'acide gallique la dégradation est alors limitée. L'acide tannique dans ce cas inhibe complètement la dégradation.
L'acide gallique est aussi un piégeur de radicaux libres. À une concentration d’environ 4 mM, il est capable de piéger 44 % des radicaux DPPH• et 60 % du peroxyde d'hydrogène.
- Activité antitumorale

L'acide gallique possède une activité cytotoxique contre les cellules cancéreuses (leucémie, cancer de la prostate, du poumon etc).
Une culture de cellules de l'adénocarcinome pulmonaire exposée à l'acide gallique voit sa croissance diminuer en fonction du temps et de la dose. L'observation suggère que la mort cellulaire induite par l'acide gallique soit liée au stress oxydant résultant de la production d'espèces oxygénées activées EOA. You et al. (2010) ont observé que l'acide gallique provoquait une forte croissance des radicaux superoxyde O2•- mitochondriaux. L'acide gallique semble donc se comporter comme un pro-oxydant sur les cellules cancéreuses du poumon.
- Activité antibactérienne, antivirale

Kratz et al. (2008) ont montré que l'acide gallique manifestait une activité anti-virale contre le virus de l'herpès HSV-2 : il réduit la réplication du HSV-2 d'une manière dépendante de la concentration.

## Les esters
- Gallate de propyle (E310), gallate d'octyle (E311), gallate dodécyle (E312), sont des additifs alimentaires antioxydants
- Gallate d'épicatéchine, ECG, épigallocatéchine EGC, gallate d'épigallocatéchine et plusieurs digallates de flavan-3-ol sont présents dans le thé.